# Gerhard Hoyermann
Gerhard Hoyermann (* 30. November 1835 in Hoheneggelsen, Niedersachsen; † 11. Juni 1911 auf Gut Lohne, in Burgwedel/Isernhagen bei Hannover) war ein deutscher Unternehmer und Mitglied des Preußischen Abgeordnetenhauses für die Nationalliberale Partei von 1893 bis 1908.

## Leben
Nach einem Studium der Pharmazie an der Georg-August-Universität Göttingen übernahm Hoyermann 1859 die Apotheke seines Vaters. 1861 gründete er die Spar- und Vorschusskasse (heute: Volksbank Hildesheimer Börde) und wurde mit 26 Jahren ihr Präsident. Als Apotheker in Hoheneggelsen entwickelte er aus phosphorhaltiger Schlacke eines Hochofens das Düngemittel „Thomasmehl“ für die Landwirtschaft. 1881 gründete er die Peiner Phosphatfabrik, der weitere Fabriken in Deutschland, Böhmen und England folgten. 1890 erwarb er das Gut Schönhagen in Lippe, 1896 das Gut Lohne in Isernhagen bei Hannover. Beide Güter dienten als Versuchsgüter für die Entwicklung von Düngemitteln. Ab 1897 nahm er das Gut Lohne als Wohnsitz.
Nachdem er 1893 im Wahlkreis Hildesheim-Peine in das Preußische Abgeordnetenhaus gewählt worden war, gehörte er diesem, ab 1904 für den Wahlkreis Lüneburg/Celle-Burgdorf, bis 1908 an. Von 1898 bis 1903 war er Mitglied des Zentralvorstandes der Nationalliberalen Partei.
Gerhard Hoyermann war in erster Ehe seit 1859 mit Johanne Eberhardine Heidelberg (1835–1890) verheiratet, aus der zehn Kinder hervorgingen.
1895 heiratete er Erna Augusta Quitzrau (1873–1919), mit der er vier Kinder hatte. Er wurde im Mausoleum des Gutes Lohne beigesetzt.